# 天主教摩納哥總教區
天主教摩納哥總教區（拉丁語：Archidioecesis Monoecensis）是天主教在摩納哥的一個總教區，直屬聖座。
總教區管轄範圍包括摩納哥全國；2004年有教友29,000人，佔轄區總人口90.6%。總教區下轄六個堂區，有十八名司鐸。
現任總主教為道明-瑪利亞·達維德，榮休總主教為伯爾納鐸·巴爾西。
聖尼各老聖本篤自治會院區於1868年4月30日設立，1887年3月15日升為教區，1981年7月30日升為總教區。